# メディアミックス・ジャパン
株式会社メディアミックス・ジャパン（英: Media Mix Japan Co., Ltd.、略称：MMJ）は、日本のテレビ番組、映画、舞台などを手掛ける制作プロダクション。テレビ朝日の連結子会社。

## 概要
テレビ朝日が設立に関わったことから、同局で放送されるテレビドラマ（主に木曜ドラマや金曜ナイトドラマ枠）を中心としたテレビ番組の制作を行っており、同局のテレビドラマ制作会社では東映と並ぶ有力会社とされている。現在はテレビ朝日だけでなく、関西テレビ、TBSテレビ、読売テレビ、WOWOW等のテレビドラマを中心に企画・制作を手掛け、年間6クール前後の連続ドラマを製作している。
テレビドラマでは『素敵な選TAXI』、『GTO』（2012年版を制作、1998年版の反町隆史主演分はアベクカンパニーが制作）、『チーム・バチスタシリーズ』、『ダブルス〜二人の刑事』、『都市伝説の女シリーズ』、『特命係長 只野仁シリーズ』、『時効警察シリーズ』、『結婚できない男シリーズ』、『アットホーム・ダッド』など多くのヒット作を生み出している。また、テレビドラマ以外にもバラエティ番組、ドキュメンタリー、等を制作しており制作ジャンルも幅広い。
番組制作以外の事業としては、『朗読劇 しっぽのなかまたち』、『朗読劇 私の頭の中の消しゴム』、『最後のサムライ』、『MEN ON STYLE』、等の舞台制作、『L♡DK』、『ガールズステップ』、『チーム・バチスタFINALケルベロスの肖像』、『gift』、『すべては海になる』、等の映画制作、ドラマ俳優養成のための実践的ワークショップ「MMJワークショップ」のスクール事業の運営、アーティスト・俳優のマネジメント事業、人材派遣事業などの運営を行っている。
2016年4月5日には『キャスタークリエイト・ジャパン（CCJ）』、2016年7月1日にはプロダクションレーベル『BLUE LABEL（ブルーレーベル）』を新たに立ち上げ、所属俳優、アーティスト、クリエイターのマネジメント事業を行っている。

## 会社概要

### 所在地
東京都港区南青山1－15－14 新乃木坂ビル7F

### 役員
- 代表取締役社長：東城祐司
- 専務取締役：中西研二
- 常務取締役：佐々木博之
- 取締役：山本喜彦
- 取締役：中里泉美
- 取締役：田中邦弘
- 取締役：五十嵐文郎（テレビ朝日エグゼクティブ・プロデューサー）
- 執行役員：神通勉
- 執行役員：川﨑一輝
- 監査役：下口健一郎

### 主要取引先

#### 放送局
- 株式会社テレビ朝日ホールディングス
  - 株式会社テレビ朝日
  - 株式会社BS朝日
- 株式会社フジ・メディア・ホールディングス
  - 株式会社フジテレビジョン
  - 株式会社BSフジ
- 株式会社TBSホールディングス
  - 株式会社TBSテレビ
  - 株式会社BS-TBS
- 日本テレビホールディングス株式会社
  - 日本テレビ放送網株式会社
  - 株式会社BS日本
- 株式会社テレビ東京ホールディングス
  - 株式会社テレビ東京
- 日本放送協会
- 株式会社毎日放送
- 朝日放送テレビ株式会社
- 関西テレビ放送株式会社
- 讀賣テレビ放送株式会社
- テレビ大阪株式会社
- 東海テレビ放送株式会社
- 株式会社WOWOW
- ジュピターエンタテインメント株式会社、他

#### 映画会社
- 東映株式会社
- 松竹株式会社
- 東京テアトル株式会社、他

#### 配信会社
- 株式会社サイバーエージェント
- HJホールディングス株式会社（Hulu）
- 株式会社AbemaTV
- Google、他

#### 代理店・技術会社・美術会社・他
- 株式会社サイバーエージェント
- 株式会社テレビ朝日サービス
- 株式会社TBSグロウディア
- 中央映画貿易株式会社
- 株式会社電通
- 株式会社テイクシステムズ
- 株式会社TBSアクト
- 株式会社フォーチュン
- 株式会社テレビ朝日クリエイト
- 株式会社studio K 、他

### 加盟団体
- 全日本テレビ番組製作社連盟
- 日本映像事業協会

## 所属スタッフ
プロデューサー
- 東城祐司（代表取締役社長）

### 制作1部
プロデューサー
- 中西研二（専務取締役）
- 宮寺加奈
- 池邉里枝

### 制作2部
プロデューサー
- 山本喜彦（取締役）
- 神通勉
- 木曽貴美子
- 本郷達也
- 小路美智子
- 村山太郎
- 大塚安希
- 倉田和奈

### 制作3部
プロデューサー
- 白石堅太郎
- 川﨑一輝
- 小澤友美

ディレクター
- 松山健二

### ネット配信・PR部
プロデューサー
- 川﨑一輝
- 三浦菜月美

ディレクター
- 大金康平
- 荒悠哉

プロモーション
- 木下瑠音

### 制作演出部
プロデューサー
- 浅井千瑞
- 清水真由美
- 山口一美
- 坂井良美
- 村田泰介
- 布施等
- 伊藤達哉
- 森一季

演出家
- 今井和久
- 植田尚
- 大塚徹
- 木内健人
- 日暮謙
- 宮岡太郎
- 小松隆志

制作
- 三輪一史
- 小岩井悠作
- 中村祐貴
- 内村亮太郎
- 矢島大輝
- 西﨑梨晴
- 仁科穂乃花
- 舟木皓人
- 太田えりか
- 金原岳琉
- 林毅
- 山岸陽和
- 髙橋宙
- 前川桃子
- 青木友佑
- 小関詩
- 林柚希
- 吉田朋世

## 主な作品

### 放送中またはこれから放送の作品

#### ドラマ
- 奪い愛、真夏（2025年7月期、テレビ朝日「金曜ナイトドラマ」）
- 恋愛禁止（2025年7月期、読売テレビ「木曜ドラマ」）

#### 情報・バラエティ・ドキュメンタリー
- 最強LINEグループ旅（2024年10月12日〜、フジテレビ）
- フリースタイル日本統一（2023年10月3日～、テレビ朝日)

### 配信中またはこれから配信の作品

#### 情報・バラエティ・ドキュメンタリー
- 内田篤人のSDGsスクール！（2021年7月〜、YouTube）
- フリースタイル日本統一（2023年10月3日～、ABEMA)
- 南青山マニア区チャンネル（2023年9月～、YouTube）
- HIPHOP MAGAZINE -THE HOPE-（2024年10月〜、ABEMA）
- 大東駿介と新人AD林のフンッ!仮免チャンネル（2024年11月〜、YouTube）

### 上映中またはこれから上映の作品

#### 映画
- V. MARIA（2025年4月1日公開、MMJ）

### これまでの作品

#### ドラマ

##### 連続ドラマ
1990年代
- 愛してるよ!（1993年10月 - 12月、テレビ朝日『月曜ドラマ・イン』）
- 嘘でもいいから（1994年1月 - 3月、読売テレビ）
- 湯けむり女子大生騒動（1994年、朝日放送）
- 君に伝えたい（1994年、毎日放送）
- 大家族ドラマ 嫁の出る幕（1994年、テレビ朝日『木曜ドラマ』）
- 幽霊女子高生（1994年、朝日放送）
- 禁じられた遊び（1995年、読売テレビ）
- SALE!（1995年、朝日放送）
- イグアナの娘（1996年4月 - 6月、テレビ朝日『月曜ドラマ・イン』）
- ふたり（1997年4月 - 6月、テレビ朝日『月曜ドラマ・イン』）
- せいぎのみかた（1997年4月 - 6月、読売テレビ）
- あした吹く風（1997年、TBS『愛の劇場』）
- おそるべしっっ!!!音無可憐さん（1998年1月 - 3月、テレビ朝日『月曜ドラマ・イン』）
- 女教師（1998年7月 - 9月、テレビ朝日『木曜ドラマ』）
- 可愛いだけじゃダメかしら?（1999年1月 - 3月、テレビ朝日『月曜ドラマ・イン』）
- 傷だらけの女（1999年4月 - 6月、関西テレビ）
- ハッピー 愛と感動の物語（1999年4月 - 6月、テレビ東京）
  - ハッピー 愛と感動の物語2（2000年7月 - 9月、テレビ東京）

2000年代
- OL生中継!!（2000年、TBS『ワンダフル』）
- 月下の棋士（2000年1月 - 3月、テレビ朝日『月曜ドラマ・イン』）
- 恋愛中毒（2000年1月 - 3月、テレビ朝日『木曜ドラマ』）
- おばあちゃま、壊れちゃったの?（2000年1月 - 3月、テレビ朝日）
- 花村大介（2000年7月 - 9月、関西テレビ）
- 新宿暴走救急隊（2000年10月期、日本テレビ『土曜ドラマ』（制作協力））
- ただいま満室（2000年10月期、テレビ朝日『土曜ナイトドラマ』）
- ルーキー!（2001年4月期、関西テレビ）
- 嫁はミツボシ。（2001年4月期、TBS）
- R-17（2001年4月期、テレビ朝日『木曜ドラマ』）
- ゼニゲッチュー!!（2001年5月 - 6月、日本テレビ）
- 氷点2001（2001年7月期、テレビ朝日『木曜ドラマ』）
- 本家のヨメ（2001年10月期、読売テレビ）
- 傷だらけのラブソング（2001年10月 - 12月、関西テレビ）
- 嫉妬の香り（2001年10月期、テレビ朝日『土曜ナイトドラマ』）
- ヨイショの男（2002年4月期、TBS『日曜劇場』）
- サトラレ（2002年7月期、テレビ朝日『木曜ドラマ』）
- アルジャーノンに花束を（2002年10月期、関西テレビ）
- メッセージ〜言葉が裏切っていく〜（2003年1月期、読売テレビ）
- ダンシングライフ（2003年、TBSテレビ『愛の劇場』）
- ブルーもしくはブルー（2003年、NHK総合テレビ『よるドラ』）
- 高原へいらっしゃい（2003年7月期、TBS『木曜ドラマ』）
- 特命係長 只野仁（2003年7月期：1stシーズン、テレビ朝日「金曜ナイトドラマ」）
  - 特命係長 只野仁（2005年1月 - 3月：2ndシーズン、テレビ朝日「金曜ナイトドラマ」）
  - 特命係長 只野仁（2007年1月期：3rdシーズン、テレビ朝日「金曜ナイトドラマ」）
  - 特命係長 只野仁（2009年1月期：4thシーズン、、テレビ朝日「木曜ドラマ」）
- アットホーム・ダッド（2004年4月期、関西テレビ）
- 火消し屋小町（2004年7月 - 8月、NHK総合『よるドラ』）
- ああ探偵事務所（2004年7月期、テレビ朝日『金曜ナイトドラマ』）
- マザー&ラヴァー（2004年10月期、関西テレビ）
- 曲がり角の彼女（2005年4月期、関西テレビ）
- ドラゴン桜（第1シリーズ）（2005年7月期、TBS『金曜ドラマ』）2021年4月期に同作の第2シリーズがTBS『日曜劇場』枠で放送され主人公役の阿部寛等第1シリーズから続投した出演者もいるが、第2シリーズはTBSの単独制作であり、MMJは制作に参加していない。
- 鬼嫁日記（2005年10月期、関西テレビ）
  - 鬼嫁日記 いい湯だな（2007年4月期、関西テレビ）
- あいのうた（2005年10月期、日本テレビ）
- 時効警察（2006年1月期、テレビ朝日「金曜ナイトドラマ」）
  - 帰ってきた時効警察（2007年4月期、テレビ朝日「金曜ナイトドラマ」）
  - 時効警察はじめました（2019年10月期、テレビ朝日「金曜ナイトドラマ」）
- 7人の女弁護士（2006年4月期：第1シリーズ、テレビ朝日『木曜ドラマ』）
  - 7人の女弁護士II（2008年4月期：第2シリーズ、テレビ朝日『木曜ドラマ』）
- てるてるあした（2006年4月期、テレビ朝日『金曜ナイトドラマ』）
- 結婚できない男（2006年7月期、関西テレビ）
  - まだ結婚できない男（2019年10月期、関西テレビ）
- 14才の母　（2006年10月期、日本テレビ）※制作協力
- いい女（2006年11月 - 12月、TBS）
- ヒミツの花園（2007年1月期、関西テレビ）
- バンビ〜ノ!（2007年4月期、日本テレビ）※制作協力
- 女帝（2007年7月期、朝日放送・テレビ朝日共同制作）
- オトコの子育て（2007年10月期、朝日放送・テレビ朝日共同制作）
- あしたの、喜多善男〜世界一不運な男の、奇跡の11日間〜（2008年1月期、関西テレビ）
- 無理な恋愛（2008年4月期、関西テレビ）
- ロト6で3億2千万円当てた男（2008年7月期、朝日放送・テレビ朝日共同制作）
- サラリーマン金太郎（2008年10月期、テレビ朝日「金曜ナイトドラマ」）
  - サラリーマン金太郎2（2010年1月期、テレビ朝日「金曜ナイトドラマ」）
- チーム・バチスタの栄光（2008年10月期、関西テレビ）
- ラストメール（2008年10月期、BS朝日）
- ラストメール2〜いちじく白書〜（2009年10月期、BS朝日）
- ゴッドハンド輝（2009年4月期、TBS『土曜ドラマ』）
- 白い春（2009年4月期、関西テレビ）
- 松本清張生誕100年スペシャル・夜光の階段（2009年4月期、テレビ朝日『木曜ドラマ』）
- おひとりさま（2009年10月期、TBSテレビ『金曜ドラマ』）

2010年代
- まっすぐな男（2010年1月期、関西テレビ）
- エンゼルバンク〜転職代理人〜(2010年1月期、テレビ朝日『木曜ドラマ』)
- 女帝 薫子（2010年4月期、テレビ朝日『日曜ナイトドラマ』）
- 同窓会〜ラブ・アゲイン症候群（2010年4月期、テレビ朝日『木曜ドラマ』）
- チーム・バチスタ2 ジェネラル・ルージュの凱旋（2010年4月期、関西テレビ）
- 明日の光をつかめ（2010年7月5日 - 9月3日、東海テレビ『昼ドラマ』）
  - 明日の光をつかめ2（東海テレビ）
  - 明日の光をつかめ -2013夏-（東海テレビ）
- 熱海の捜査官（2010年7月期、テレビ朝日『金曜ナイトドラマ』）
- FACE MAKER（2010年10月期、読売テレビ『木曜ナイトドラマ』）
- 悪党〜重犯罪捜査班（2011年1月期、朝日放送・テレビ朝日共同制作）
- 美しい隣人（2011年1月期、関西テレビ）
- アスコーマーチ〜明日香工業高校物語〜（2011年4月期、テレビ朝日）
- 家族法廷（2011年4月期、BS朝日）
- チーム・バチスタ3 アリアドネの弾丸（関西テレビ）
- 陽はまた昇る（テレビ朝日）
- 俺の空 刑事編（2011年10月期、テレビ朝日）
- 秘密諜報員 エリカ（2011年10月期、読売テレビ）
- 特命係長 只野仁 ファイナル（2012年1月2夜連続、テレビ朝日）
- O-PARTS〜オーパーツ〜（2012年2月27日 - 3月1日4夜連続、フジテレビ）
- 13歳のハローワーク（2012年1月期、テレビ朝日『金曜ナイトドラマ』）
- 私のホストちゃん〜しちにんのホスト〜（2011年10月 - 2012年3月、テレビ朝日）
- 都市伝説の女（2012年4月期、テレビ朝日「金曜ナイトドラマ」）
  - 都市伝説の女（2013年10月期、テレビ朝日『金曜ナイトドラマ』）
- Wの悲劇（2012年4月期、テレビ朝日『木曜ドラマ』）
- 市長はムコ殿（2012年5月期、BS朝日）
- GTO（2012年7月期、関西テレビ）
  - GTO（2014年7月期、関西テレビ）
- VISION-殺しが見える女-（2012年7月期、読売テレビ『木曜ミステリーシアター』）
- 匿名探偵（2012年10月期、テレビ朝日「金曜ナイトドラマ」）
  - 匿名探偵（2014年7月期、テレビ朝日「金曜ナイトドラマ」）
- おトメさん（2013年1月期、テレビ朝日）
- サキ（2013年1月期、関西テレビ）
- ガールズトーク〜十人のシスターたち〜（2012年10月 - 2013年3月、テレビ朝日）
- お天気お姉さん（2013年4月期、テレビ朝日『金曜ナイトドラマ』）
- ダブルス〜二人の刑事（2013年4月期、テレビ朝日『木曜ドラマ』）
- 甘王の共感スクール（2013年4月 - 9月、テレビ朝日）
- 町医者ジャンボ!!（2013年7月期、読売テレビ『木曜ドラマ』）
- 私の嫌いな探偵（2014年1月期、テレビ朝日『金曜ナイトドラマ』）
- チーム・バチスタ4 螺鈿迷宮（2014年1月期、関西テレビ）
- ガールズトーク 薔薇組（2013年10月期、テレビ朝日）
- ブラック・プレジデント（2014年4月期、関西テレビ）
- トクボウ 警察庁特殊防犯課（2014年4月期、読売テレビ『木曜ドラマ』）
- ゼロの真実〜監察医・松本真央〜（2014年7月期、テレビ朝日『木曜ドラマ』）
- 私のホストちゃんS（2014年4月期、テレビ朝日）
- 黒服物語（2014年10月期、テレビ朝日『金曜ナイトドラマ』）
- 素敵な選TAXI（2014年10月期、関西テレビ）
- なぜ東堂院聖也16歳は彼女が出来ないのか?（2014年10月期、メ〜テレ）
- スケープゴート（2015年4月12日～、WOWOW）
- 天使と悪魔-未解決事件匿名交渉課-（2015年4月期、テレビ朝日『金曜ナイトドラマ』）
- ミステリなふたり（2015年4月期、メ～テレ）
- エイジハラスメント（2015年7月期、テレビ朝日『木曜ドラマ』）
- ドラマ!7人のアイドル ゴーゴー!（2015年3月31日25時26分～、テレビ朝日）
- ホテルコンシェルジュ（2015年7月期、TBS）
- サムライせんせい（2015年10月期、テレビ朝日「金曜ナイトドラマ」）
- 青春探偵ハルヤ～大人の悪を許さない！～（2015年10月期、読売テレビ）
- お義父さんと呼ばせて（2016年1月期、関西テレビ）
- スミカスミレ～45歳若返った女～（2016年1月期、テレビ朝日「金曜ナイトドラマ」）
- ニーチェ先生（2016年1月、Hulu、読売テレビ）
- 不機嫌な果実（2016年4月期、テレビ朝日「金曜ナイトドラマ」）
- ひぐらしのなく頃に（2016年、BSスカパー!）
  - ひぐらしのなく頃に解（2016年、BSスカパー!）
- 賢者の愛（2016年、WOWOW）
- グ・ラ・メ!～総理の料理番～（2016年7月期、テレビ朝日「金曜ナイトドラマ」）
- 家政夫のミタゾノ（2016年10月期、テレビ朝日「金曜ナイトドラマ」）
  - 家政夫のミタゾノ（2018年4月期、テレビ朝日「金曜ナイトドラマ」）
  - 家政夫のミタゾノ（2019年4月期、テレビ朝日「金曜ナイトドラマ」）
  - 家政夫のミタゾノ（2020年4月期、テレビ朝日「金曜ナイトドラマ」）
  - 家政夫のミタゾノ（2022年4月期、テレビ朝日「金曜ナイトドラマ」）
- メディカルチーム レディ・ダ・ヴィンチの診断（2016年10月期、関西テレビ）
- リテイク 時をかける想い（2016年、東海テレビ「オトナの土ドラ」）
- 奪い愛、冬（2017年1月期、テレビ朝日「金曜ナイトドラマ」）
- 女囚セブン（2017年4月期、テレビ朝日「金曜ナイトドラマ」）
- あいの結婚相談所（2017年7月期、テレビ朝日「金曜ナイトドラマ」）
- 脳にスマホが埋められた!（2017年7月期、読売テレビ「木曜ドラマ」）
- ごめん、愛してる（2017年7月期、TBS「日曜劇場」）
- 重要参考人探偵（2017年10月期、テレビ朝日「金曜ナイトドラマ」）
- ハケンのキャバ嬢・彩華（2017年10月16日～、朝日放送）※インターネット配信業者AbemaTVとの共同制作番組
- ホリデイラブ（2018年1月期、テレビ朝日「金曜ナイトドラマ」）
- 越路吹雪物語（2018年1月〜、テレビ朝日「帯ドラマ劇場」）
- 噂の女（2018年4月期、BSジャパン「連続ドラマJ」）
- 不発弾 〜ブラックマネーを操る男〜（2018年、WOWOW「連続ドラマW」）
- 健康で文化的な最低限度の生活（2018年7月期、関西テレビ）
- 乱反射（2018年、メ～テレ）
- あなたには渡さない（2018年10月期、テレビ朝日「土曜ナイトドラマ」）
- 僕の初恋をキミに捧ぐ（2019年1月期、テレビ朝日「土曜ナイトドラマ」）
- 私のおじさん〜WATAOJI〜（2019年1月期、テレビ朝日「金曜ナイトドラマ」）
- よつば銀行 原島浩美がモノ申す!〜この女に賭けろ〜（2019年1月期、テレビ東京「ドラマBiz」）
- セミオトコ（2019年7月期、テレビ朝日「金曜ナイトドラマ」）
- トップリーグ（2019年、WOWOW「連続ドラマW」）

2020年代
- 女子高生の無駄づかい（2020年1月期、テレビ朝日「金曜ナイトドラマ」）
- アリバイ崩し承ります（2020年1月期、テレビ朝日「土曜ナイトドラマ」）
- 年下彼氏（2020年4月、朝日放送テレビ「ドラマL」）
- BG〜身辺警護人〜 第二章（2020年4月期、テレビ朝日「木曜ドラマ」）
- 真夏の少年〜19452020（2020年7月期、テレビ朝日「金曜ナイトドラマ」）
- だから私はメイクする（2020年10月期、テレビ東京「ドラマパラビ」）
- 僕らは恋がヘタすぎる（2020年、ABCテレビ「ドラマ+」）
- 先生を消す方程式。（2020年10月期、テレビ朝日「土曜ナイトドラマ」）
- モコミ～彼女ちょっとヘンだけど～（2021年1月期、テレビ朝日「土曜ナイトドラマ」）
- あのときキスしておけば（2021年4月期、テレビ朝日「金曜ナイトドラマ」）
- ジモトに帰れないワケあり男子の14の事情（2021年4月、朝日放送テレビ「ドラマL」）
- 泣くな研修医（2021年4月期、テレビ朝日「土曜ナイトドラマ」）
- オリバーな犬、(Gosh!!)このヤロウ（2021年9月、NHK総合）
  - オリバーな犬、(Gosh!!)このヤロウ シーズン2（2022年、NHK総合「ドラマ10」）
- 和田家の男たち（2021年10月期、テレビ朝日「金曜ナイトドラマ」）
- 言霊荘（2021年10月期、テレビ朝日「土曜ナイトドラマ」）
- 群青領域（2021年10月期、NHK総合「ドラマ10」）
- 奪い愛、高校教師（2021年、テレビ朝日）※ABEMAとの共同制作番組
- 愛しい嘘～優しい闇～（2022年1月期、テレビ朝日「金曜ナイトドラマ」）
- 明日、私は誰かのカノジョ（2022年4月期、MBS「ドラマイズム」）
- NICE FLIGHT!（2022年7月期、テレビ朝日「金曜ナイトドラマ」）
- トモダチゲームR4（2022年7月期、テレビ朝日「オシドラサタデー」）
- 悪女のすべて（2022年7月期、BS松竹東急）
- 5つの歌詩（2022年、スターチャンネル）
- 作りたい女と食べたい女（2022年、NHK「夜ドラ」）
- 最初はパー（2022年10月期、テレビ朝日「金曜ナイトドラマ」）
- 星降る夜に（2023年1月期、テレビ朝日）
- リエゾン -こどものこころ診療所-（2023年1月期、テレビ朝日「金曜ナイトドラマ」）
- 波よ聞いてくれ（2023年4月期、テレビ朝日「金曜ナイトドラマ」）
- ハヤブサ消防団   （2023年7月期、テレビ朝日「木9ドラマ」）

- 家政夫のミタゾノ（2023年10月期、テレビ朝日「火9ドラマ」）
- 今日からヒットマン（2023年10月期、テレビ朝日「金曜ナイトドラマ」）
- 作りたい女と食べたい女 シーズン２（2024年1月期、NHK総合「夜ドラ」）
- リビングの松永さん（2024年1月期、関西テレビ「火ドラ★イレブン」）
- こんなところで裏切り飯（2024年1月期、中京テレビ）
- ミス・ターゲット（2024年4月期、ABCテレビ）
- アンメット-ある脳外科医の日記-（2024年4月期、関西テレビ）

- 南くんが恋人!?（2024年7月期、テレビ朝日）
- 伝説の頭　翔（2024年7月期、テレビ朝日「金曜ナイトドラマ」）
- 無能の鷹（2024年10月期、テレビ朝日「金曜ナイトドラマ」）
- 年下彼氏2（2024年10月期、朝日放送テレビ）
- モンスター（テレビドラマ）（2024年10月期、関西テレビ）
- フォレスト（2025年1月期、ABCテレビ）
- 家政夫のミタゾノ（2025年1月期、テレビ朝日）
- こんなところで裏切り飯 〜嵐を呼ぶ七人の役員〜（2025年1月期、中京テレビ「水曜プラチナイト」）
- ムサシノ輪舞曲（2025年4月期、テレビ朝日「オシドラサタデー」）

##### スペシャルドラマ
- 月曜ドラマスペシャル→月曜ミステリー劇場→月曜ゴールデン→月曜名作劇場（TBS）
  - 女管理人 芦屋野々子の推理
  - 涙のアンパンマン・マーチ
  - 冠婚葬祭殺人事件
  - 流れ星お銀!事件解決いたします（シリーズ3作）
  - 税理士 楠銀平の事件帳簿（シリーズ2作）
  - ムコ入り刑事（シリーズ2作）
  - 湯けむりバスツアー 桜庭さやかの事件簿（最新作2016.5.23、シリーズ7作）
- 女と愛とミステリー→水曜ミステリー9（BSミステリー）（テレビ東京・BSジャパン）
  - 闇の脅迫者〜江戸川乱歩の陰獣〜
  - ミイラが呼んでいる〜トーマ・チョーサク凸凹迷宮ファイル
- 土曜ワイド劇場（テレビ朝日）
  - 女料理長 麻生祥子の推理
  - 特急車掌 永瀬はるかの事件簿
- 火曜サスペンス劇場（日本テレビ）
  - 通いの天使 介護ヘルパー・田野倉滋子
- 日本一短い『母』への手紙（1 - 3）（日本テレビ）
- さっちゃんウソついてごめんネ（TBS）
- HTBスペシャルドラマ
  - 約束の街 札幌（北海道テレビ）
  - 君といた街角（北海道テレビ）
  - 夢の標本（北海道テレビ）
  - ここではない何処か（北海道テレビ）
- シャドウ商会変奇郎（テレビ朝日）
- 永遠の千秋楽（TBS）
- かんにんな…〜川谷拓三と家族が歩んだ愛と涙の200日〜（朝日放送）
- 母を看取る朝（朝日放送）
- 君の手がささやいている（テレビ朝日）
- 麻意ちゃん、やさしさをありがとう!（TBS）
- 学校の挑戦（朝日放送）
- 24時間だけの嘘（TBS)
- 傷だらけの女スペシャル（関西テレビ）
- 私だってキレるわよ!（TBS）
- 千晶、もう一度笑って（TBS）
- 少年は鳥になった（TBS）
- 聖夜の肖像（BS-i）
- 負け組キックオフ（テレビ朝日）
- 恋のから騒ぎドラマスペシャル〜Love Stories〜（日本テレビ）
- たったひとつのたからもの（日本テレビ）
- にんげんだもの〜相田みつを物語〜（テレビ朝日）
- 特命係長 只野仁リターンズ 〜女弁護士の秘密を暴け!!（テレビ朝日）
  - 特命係長 只野仁スペシャル 〜狙われたセレブな女たち〜（テレビ朝日）
  - 特命係長 只野仁スペシャル'06 〜高級レストランとおふくろの味〜（テレビ朝日）
  - 特命係長 只野仁スペシャル'08 〜大手銀行派遣女子社員の秘密〜（テレビ朝日）
  - 特命係長 只野仁シーズン4突入スペシャル（テレビ朝日）
- 日曜洋画劇場特別企画ドラマスペシャル「天使の梯子」（テレビ朝日）
- 君が光をくれた 子供たちが教えてくれた〜少女と捨て犬の"命"の再出発物語（TBS）
- デパ地下物語（テレビ朝日）
- フキデモノと妹（テレビ朝日）
- 就活のムスメ（テレビ朝日）
- チーム・バチスタの栄光SPECIAL〜新たな迷宮への招待〜（関西テレビ）
  - チーム・バチスタSP ナイチンゲールの沈黙（関西テレビ）
  - チーム・バチスタSP2011〜さらばジェネラル!天才救命医は愛する人を救えるか〜（関西テレビ）
- いのちの島（TBS）
- 温水洋一の死ぬかと思った!（東海テレビ）
- 最後の晩餐 〜刑事・遠野一行と七人の容疑者〜 （テレビ朝日）
- 花嫁の父（毎日放送）
- 真備庄介霊現象探求所シリーズ「背の眼」（BS日テレ）
- 花の冠（テレビ朝日）
- 死と彼女とぼく（テレビ朝日）
- GTO 秋も鬼暴れスペシャル（関西テレビ）
  - GTO 正月スペシャル!冬休みも熱血授業だ（関西テレビ）
  - GTO 完結編〜さらば鬼塚!卒業スペシャル（関西テレビ）
- ぱじ〜ジイジと孫娘の愛情物語〜（テレビ東京）
- 母。わが子へ（毎日放送）
- 事件救命医〜IMATの奇跡〜（テレビ朝日）
  - 事件救命医2〜IMATの奇跡〜（テレビ朝日）
- 命〜天国のママへ〜（毎日放送・TBS）
- ママが生きた証（テレビ朝日）
- 女請負人〜仕掛けられた女の罠〜（フジテレビ「金曜プレステージ」）
- フィッシャーマンズ・ブルース（テレビ朝日）
- わが家（毎日放送）
- 瀬在丸紅子の事件簿 〜黒猫の三角〜（フジテレビ）
- 化石の微笑み（テレビ朝日）
- サマー・ストーカーズ・ブルース（フジテレビ）
- ハッピー・リタイアメント（テレビ朝日）
- 女優堕ち（BS朝日）
- 素敵な選TAXIスペシャル～湯けむり連続選択肢～（関西テレビ）
- 不機嫌な果実スペシャル～3年目の浮気～（テレビ朝日）
- 庶務行員 多加賀主水が許さない（テレビ朝日「日曜ワイド」）
  - 庶務行員 多加賀主水が悪を断つ（テレビ朝日「日曜プライム」）
  - 庶務行員 多加賀主水（テレビ朝日「日曜プライム」）
  - 庶務行員 多加賀主水4（テレビ朝日「日曜プライム」）
  - 庶務行員・多加賀主水5（テレビ朝日「ドラマスペシャル」）
- 探偵物語（テレビ朝日「日曜プライム」）
- 激アツ!!ヤンキーサッカー部（テレビ朝日）
- ブスだって I LOVE YOU（テレビ朝日）
- ラッパーに噛まれたらラッパーになるドラマ（テレビ朝日）
- 時効警察・復活スペシャル（テレビ朝日「日曜プライム」）
- 破天荒フェニックス（テレビ朝日）
- スイッチ（テレビ朝日）
- Akiko’s Piano 被爆したピアノが奏でる和音（おと）（NHK BSプレミアム）
- バツイチ2人は未定な関係（テレビ朝日 / TELASA）
- アリバイ崩し承りますスペシャル（テレビ朝日）

#### 情報・バラエティ・ドキュメンタリー
レギュラー
- ムーブ・上岡龍太郎の男と女ホントのところ→ザッツ!・上岡龍太郎vs50人→上岡龍太郎がズバリ!（TBS）
- 教えてあげない（読売テレビ）
- TVダイジェスト（テレビ朝日）
- ワンダフル（TBS）
- 宮本和知の熱血!昼休み（TBS）
- おサイフいっぱいクイズ! QQQのQ（TBS）
- 驚きももの木20世紀（ABC）
- 1×1（毎日放送）
- 未来ナース（TBS）
- ここがヘンだよ日本人（TBS）
- 徳光和夫の感動再会!"逢いたい"（TBS）
- PureBoys The Pure（BSフジ）
- ブロサー（テレビ朝日）
- popmaker（BS朝日）
- BF会議（テレビ朝日）
- アメシブ〜ギリギリランキング〜（BS朝日）
- ハラホリ（BS朝日）
- オタ恋（BS朝日）
- ごちそんぐDJ（NHK Eテレ）
- 逆転人生（NHK）
  - ヤマユリ咲き誇るゴミ処理場
  - マラリアを予防せよ 命の蚊帳を世界に届ける
  - 過疎地の病院を救え 新米医師の奮闘
  - 難病の女性が奇跡の出産 二つの命をめぐる決断
  - 貧困の連鎖を断て!西成高校の挑戦
  - “奇跡の湯”守る3兄弟　大災害からの再出発
  - 人のつながりでチームは輝く 伝説バスケットマンの覚醒

- フリースタイルティーチャー（2020年7月7日 -2023年9月 、テレビ朝日）
- 日本シン人種図鑑（テレビ東京）

スペシャル・単発
- 水曜特バン!「テレビの秘密大暴露 エッ?そんなことまで!」（テレビ朝日）
- ザ・スーパーサンデー「究極の選択と決断！超ドン底を支えた運命の一日」（テレビ朝日）
- 日曜ワイド「もう一つの美空ひばり伝説・天才ボードビリアン 川田晴久物語」（テレビ朝日）
- 情熱大陸（毎日放送）
  - Chemistry
  - 和田毅
  - SHIHO
  - 森山直太朗
  - 中島美嘉
  - 成宮寛貴
  - 福田健二
  - 松井大輔
  - W杯特別編 松井大輔/遠藤保仁
  - 澤穂希、他
  - 清武弘嗣
  - 壇蜜
  - 柿谷曜一朗
  - 星野源
  - 乃木坂46 齋藤飛鳥、西野七瀬
  - 河村康輔
  - 松下洸平
- 21世紀プロジェクト 年越し30時間生放送!!テレビのちから（TBS）
- 特命?高橋克典空を飛ぶ!ニュージーランド5日間の有休!〜禁断の果実と秘湯・ワインの旅〜（テレビ朝日）
- 特集「父の面影を追って〜浅丘ルリ子・中国への旅〜」（NHK）
- サンデープレゼント「特命!永井大と島谷ひとみのニュージーランド物件探し!」（テレビ朝日）
- サンデープレゼント「特命!高橋克典の実感マニアック旅行inフランス」（テレビ朝日）
- 坂口憲二&エビちゃん 秋の下町 大人のデート（フジテレビ）
- SAKAI for men（TBS）
- ピュアな地球を感じたい!ペンギンの楽園ニュージーランドでスローライフ発見の旅（BS朝日）
- 東の太陽 西の月星 〜海の記憶は空を翔る・日本とトルコ117年の物語〜（BS朝日）
- 徳光和夫の感動再会!"逢いたい"スペシャル（TBS）
- 堺正章の憧れのパリ〜モナコ最旬紀行　〜フランスで輝く日本人たち（関西テレビ）
- 坂口憲二&エビちゃん 癒しの京都・活気の大阪　満喫デート（フジテレビ）
- 特命!高橋克典 只野ファミリーを接待せよ!in台湾（テレビ朝日）
- 坂口憲二&エビちゃん とっておき!宮崎デート（フジテレビ）
- 使える!家デートレシピ 恋レシピ（フジテレビ）
- 土スペ2「隠れ名品お取り寄せ!めっけもんLoCal」（テレビ朝日）
- シン・ヘソン　神話から新たな挑戦（BSフジ）
- 3000万人の笑顔（BSフジ）
- JR九州新幹線　つばめと共に（BSフジ）
- ハッピーXmas☆ショッピングパーティ〜girls night out〜（TBS）
- ジャパコン24（BSフジ）
  - ＃4ジャパニーズホラー
  - ＃7見知らぬロボット
- メイキュン〜 I wanna be the best〜（TBS）
- 今夜限定!完全復活!徳光和夫の感動再会"逢いたい"起死回生涙と希望の3時間SP（TBS）
- ザキヤマサンタのガールズ☆Xmas（TBS）
- ザキヤマのラッキーバレンタイン（TBS）
- 今夜限定!完全復活!徳光和夫の感動再会"逢いたい"4時間SP（TBS）
- 徳光和夫の感動再会！逢いたいSP（TBS）
- オンナ磨きツーリスト（テレビ北海道）
- 徳光和夫の感動再会!逢いたいSP（TBS）
- 徳光和夫の感動再会!逢いたいSP（TBS）
- QREATOR’S calendar（TOKYO MX）
- 渡辺直美のおそうじヒーローズ（TOKYO MX）
- BOYS AND MEN 真夏の強化合宿!ボイメンがもっと好きになっちゃうツアー2016（TBSチャンネル）
- 今夜限定!完全復活!徳光和夫の感動再会! 逢いたい（TBS）
- 澤部パパと心配ちゃん（テレビ朝日）
- よゐこのお悩みバスターズ
- ごちそんぐDJ  幸せいっぱい!おせちスペシャル（NHK Eテレ）
- e-GENERATION（BS朝日）
- フリースタイルダンジョン（テレビ朝日）
- ネタの間にお題をはさめ!ネタサンドSP（テレビ朝日）
- お笑い二刀流（テレビ朝日）
- お笑い二刀流 MUSASHI（テレビ朝日）
- お笑い二刀流～最強ネタ全部見せます! あのM-1チャンピオンも二刀流に挑戦したぞSP!!～（テレビ朝日）
- お願い!ランキング（テレビ朝日）
- 里帰り代行します！（MBS/TBS）
- ライオンのグータッチ（フジテレビ）
  - 栗原恵が女子バレー指導!初の関東大会へ…
  - 体操・田中理恵が3人の少女を熱血指導！
- 仲里依紗の長崎フリータイム（テレビ長崎）
- 映画「ONE PIECE FILM RED」×うたつむぎ（BSフジ）
- うたつむぎ（フジテレビ）
- SNSをかいくぐれ（フジテレビ）
- ギャン泣きくん（中京テレビ）

#### 映画
- ゴーストシャウト（東京テアトル）
- 特命係長 只野仁 最後の劇場版（2008年12月、松竹）
- すべては海になる（2010年、配給・東京テアトル）
- チームバチスタFINAL ケルベロスの肖像（2014年3月、東宝）
- 俺たちの明日（2014年4月、ティ・ジョイ）
- L♡DK（2014年4月12日公開、東映）
- gift（2014年6月14日公開、MMJ）
- 想いのこし（2014年11月22日公開、東映）
- サムライ・ロック（2015年5月9日公開、スターキャット）
- ガールズ・ステップ（2015年9月12日公開、東映）
- ザ・ムービー アルスマグナ危機一髪!（2016年9月17日公開、ユニバーサルコネクト）
- BOYS AND MEN～One For All,All For One～（2016年10月29日公開、スターキャット）
- きょうのキラ君（2017年2月25日公開、ショウゲート）
- めがみさま（2017年6月10日公開、MMJ）
- 覆面系ノイズ（2017年11月25日公開、松竹）
- 走れ！T校バスケット部（2018年11月3日公開、東映）
- ONLY SILVER FISH -WATER TANK OF MARY'S ROOM-（2018年11月24日公開、ベストブレーン）
- 恐怖人形（2019年11月15日公開）
- HERO～2020～（2020年6月19日公開）
- TELL ME ～hideと見た景色～（2022年7月8日公開）
- 法廷遊戯(2023年11月10日公開)
- ガールズドライブ(2023年11月10日公開)

#### 配信ドラマ
- 特命係長 只野仁 AbemaTVオリジナル（2017年、AbemaTV）
- ハケンのキャバ嬢・彩華（2017年、AbemaTV）※朝日放送との共同制作番組
- 特命係長只野仁AbemaTVオリジナル2（2017年、AbemaTV）
- ケンタッキーもしも劇場（2019年、AbemaTV）
- 御曹司ボーイズ（2019年、AbemaTV）
- 奪い愛、夏（2019年、AbemaTV）
- 主夫メゾン（2021年、TELASA）
- 奪い愛、高校教師（2021年、ABEMA）※テレビ朝日との共同制作番組
- 落日   （2023年9月、ＷＯＷＯＷドラマ）
- 僕の手を売ります （2023年10月27日、FOD/PrimeVideo同時配信）

#### 配信バラエティ
- トーク&ドラマ「CLIMAX」（2008年、MSN）
- SHIORI'S　女の子レシピ（2010年 - 2011年、Wiiの間）
- SHIORI'S　初恋ランチボックス（2010年 - 2011年、Wiiの間）
- digmee FRESH! channel（2016年、AmebaFRESH!）
- アツシメーカー（2016年、LINE LIVE）
- 松岡充のただしイケメンに限る!（2016年、AbemaTV FRESH!）
- 原宿☆GOROちゅりカフェ（2016年、AmebaFRESH!）
- AbemaTV開局記念特別番組 有名人1日ガチ生放送〜市川海老蔵〜（2016年、AbemaTV）
- ♡ ViVi Night 2016 TOKYO EASTER PARTY♡生放送（2016年、AbemaTV）
- 三浦翔平の丸1日完全密着「翔熱大陸」（2016年、AbemaTV）
- 渡辺直美と過ごす夜〜なまらスキスキすすきの編〜（2016年、AbemaTV）
- アホなフリして聞いてみた!〜新・幕末純情伝〜（2016年、AbemaTV）
- TK Music FRESH!（2016年、AbemaTV FRESH!）
- 1日ガチ生放送ver.4 松井玲奈の “シ干” まみれ～新・幕末純情伝への軌跡～（2016年、AbemaTV）
- 渡辺直美プロデュース アイドル生き残り歌合戦!〜元NMB48山田菜々の場合〜（2016年、AbemaTV）
- フリースタイル雀ジョン（2016年、AbemaTV）
- フリースタイルダンジョン特別編 Monsters War（2016年、AbemaTV）
- AbemaTV夏休みスペシャル「ぼくのなつやすみ」（2016年、AbemaTV）
- 「グ・ラ・メ!～総理の料理番～」開始記念特番『グ・ラ・メ!～ここだけのはなし～』（2016年、AbemaTV）
- AOA Summer Concert ANGELS WORLD 2016（2016年、AbemaTV）
- 落メシ ～気になる異性を落とすためのお料理デートバラエティー～（2016年、AbemaTV FRESH!）
- 有名人1日ガチ密着!〜藤本美貴編〜（2016年、AbemaTV）
- 5周年SP企画！CNBLUE初!生密着特番（2016年、AbemaTV）
- 三浦翔平の沖縄バカンスに完全生密着〜翔熱大陸 第2弾（2016年、AbemaTV）
- オタ恋クリスマス・イブ生放送SP（2016年、AbemaTV）
- 華原朋美のトモちゃんといっしょZ（2016年、AbemaTV）
- フリースタイルダンジョン東西口迫歌合戦完全攻略法スペシャル（2016年、AbemaTV）
- 特命係長只野仁AbemaTVオリジナル放送直前!高橋克典&永井大と8人の美女SP（2016年、AbemaTV）
- 第一回 輝け!AWARDS 2016（2016年、AbemaTV）
- AbemaTV presents フリースタイルダンジョン東西!口迫歌合戦（2016年、AbemaTV）
- 三浦翔平と愉快な仲間達に密着 箱根もイイけどハワイもね♡翔熱大陸TheFINAL（2017年、AbemaTV）
- 特番『ぐらぶるアニメちゃんねるっ!』（2017年、AbemaTV）
- 『BanG Dream!』地上波先行配信記念!オリジナル番組『バンフリ!』（2017年、AbemaTV）
- 政宗くんのリベンジ オリジナル特番〜政宗くんの予習復讐〜 予習編（2017年、AbemaTV）
- 政宗くんのリベンジ オリジナル特番〜政宗くんの予習復讐〜 復讐編（2017年、AbemaTV）
- 「ソード・オラトリア」放送直前特番 〜ロキ・ファミリア ガールズパーティー〜（2017年、AbemaTV）
- 「マクロスF」一挙放送直前特番 マクロス ゴリゴリ教えちゃうかんね!キラッ☆（2017年、AbemaTV）
- 生放送特番『ひなこのーと〜ひととせちゃれんじ〜』（2017年、AbemaTV）
- 渡辺直美さんの言うことはゼッタイ!!（2017年、AbemaTV）
- 【生放送特番】このあと!!「NEW GAME!!」第2期先行配信するよSP（2017年、AbemaTV）
- もしも福山潤が…（AbemaTV）
- 【生放送特番】「バチカン奇跡調査官」放送直前特番〜夏の夜の奇跡〜（2017年、AbemaTV）
- ウケる!受かる!オーディションのトリセツ!!（2017年、FRESH!）
- 【生放送特番】TVアニメ『ようこそ実力至上主義の教室へ』特番（2017年、AbemaTV）
- 『夢王国と眠れる100人の王子様 ショート』 夏休みSP（2017年、AbemaTV）
- 夏コミお疲れさまです!みんなで振り返ろう『NEW GAME!!』生放送SP!!（2017年、AbemaTV）
- 天道花憐 不意打ちハッピーエンド記念「ゲーマーズ!」生放送SP（2017年、AbemaTV）
- 日曜The NIGHT〜アキコとオサムの日曜夜中に男サダメ〜（2017年、AbemaTV）
- 「恋と嘘」生放送SP!（2017年、AbemaTV）
- TVアニメ「Fate [UBW]」独占先行放送カウントダウンSP（2017年、AbemaTV）
- 「捏造トラップ -NTR-」生放送特番（2017年、AbemaTV）
- まもなく世界同時配信!アニメ「URAHARA」生放送SP（2017年、AbemaTV）
- SMASH HIT（2017年、AbemaTV）
- アニメ グランブルーファンタジー スペシャルイベント「騎空士総会」（2017年、AbemaTV）
- 【特番】アニメ「Just Because!」ヒミツの課外授業SP（2017年、AbemaTV）
- 【生放送】『干物妹!うまるちゃんR』妹SのShall we だら～んTV（2017年、AbemaTV）
- 渡辺直美の女子高校生オーディション!（AbemaTV）
- 少女たちの決断〜密着!!ハロー!プロジェクト20周年オーディション〜（2017年、AbemaTV）
- フリースタイルダンジョンMonstersWar 2017～お前ら時代に忖度してる場合じゃねぇぞ!全員ブッ潰してやる事前SP～（2017年、AbemaTV）
- TVアニメ「ペルソナ5」超極秘情報解禁！生放送SP イブの渋谷で何かが起こる!?（2017年、AbemaTV）
- あなたの手で渡辺直美のクリスマスパーティーの中身を決めてみませんか?（2017年、AbemaTV）
- 輝け!第二回 AbemaTV AWARDS 2017（2017年、AbemaTV）
- フリースタイルダンジョンMonstersWar 2017～お前ら時代に忖度してる場合じゃねぇぞ!全員ブッ潰してやるSP～（2017年、AbemaTV）
- 映画「曇天に笑う」イケメン座談会&スピンオフSP（AbemaTV）
- PERSONA5 the Animation 純喫茶ルブラン屋根裏放送局（AbemaTV）
- ウマ娘 プリティーダービー Abemaステークス（AbemaTV）
- SMASH HIT（AbemaTV）
- 会社は学校じゃねんだよ～放送直前SP特番～（AbemaTV）
- 熱烈ファンと観るブレイキング・バッド シーズン1（AbemaTV）
- ラスト10分!豪華出演陣による特別生放送!?〜会社は学校じゃねぇんだよ〜（AbemaTV）
- SMASH HIT battle 1（AbemaTV）
- X The NIGHT 2周年記念SP（AbemaTV）
- 『シュタインズ・ゲート ゼロ』未来ガジェット研究所 アベマ支部（AbemaTV）
- SMASH HIT battle 2（AbemaTV）
- SMASH HIT battle 3（AbemaTV）
- 『ジョジョの奇妙な冒険 黄金の風』ジャパンプレミア（AbemaTV）
- DISH//の恋するドラマディッシュ〜あなたの妄想をドラマ化します〜（AbemaTV）
- 新川優愛&次世代ブレイク俳優が登場「星屑リベンジャーズ」直前SP!（AbemaTV）
- ライムスター宇多丸の日曜Abemaロードショー（AbemaTV）
- 『ジョジョの奇妙な冒険 黄金の風』 オリジナル特番（AbemaTV）
- SMASH HIT-Road to Zepp-（AbemaTV）
- 「ソードアート・オンライン アリシゼーション」放送直前！完全攻略SP（AbemaTV）
- AbemaTVアニメch×劇場版「Fate [HF]」SPステージ（AbemaTV）
- 劇場版「Fate [HF]」第二章 新情報解禁！X’mas 7大プレゼントSP!（AbemaTV）
- 第3回 輝け！AbemaTV AWARDS 2018（AbemaTV）
- おはようロバート元日から番組終了覚悟の生放送解禁！お年玉あげちゃうぞSP!!（AbemaTV）
- フリースタイルダンジョンAbemaTVお正月SP 2019（AbemaTV）
- 新章突入直前！「ソードアート・オンライン アリシゼーション」ニューイヤー特番（AbemaTV）
- ドラゴン堀江（AbemaTV）
- KダブシャインのHIPHOPカレッジ（ひかりTVチャンネル＋）
- ソードアート・オンライン アリシゼーション 前半戦クライマックス特番（AbemaTV）
- E-girls緊急生出演♡全力部活!E高 直前生放送!（AbemaTV）
- AbemaMix Tuesday（AbemaTV）
- 【SAO10周年記念特番】歴代キャスト大集合!3時間生放送SP!（AbemaTV）
- 【あれ逃げ放送直前】今日好き×あれ逃げ 夏の肝試しスペシャル（AbemaTV）
- おはようロバート『中目黒 インスタ映え映えショップ』オープン記念生放送SP!（AbemaTV）
- 声優ドリームチーム集結!映画『二ノ国』ジャパンプレミア密着SP!（AbemaTV）
- おはようロバート（AbemaTV）
- 全力部活!E高（AbemaTV）
- 「SAO アリシゼーション WoU」新章開幕直前SP（AbemaTV）
- E-girls生出演!渋谷UDAGAWA BASEから公開生放送！（AbemaTV）
- 第1回「IDOLY PRIDE」情報解禁スペシャル生放送（AbemaTV）
- 最速公開!フリースタイルMonsters War2020　ドラフト会議（AbemaTV）
- 「SAO アリシゼーション WoU」年末アベマSP（AbemaTV）
- フリースタイルMonsters War2020～令和までお待たせしすぎたかもしれませんSP～（AbemaTV）
- 第2回 「IDOLY PRIDE」情報解禁スペシャル生放送（AbemaTV）
- ライムスター宇多丸の水曜The NIGHT（AbemaTV）
- ハイスクールダンジョン（AbemaTV）
- #ABEMAでタメノミ 〜同学年ドリーム飲み会〜（ABEMA）
- SAO アリシゼーション WoU 最終章直前SP（ABEMA）
- ケンコバのラグビー金曜The NIGHT（ABEMA）
- 「SAO アリシゼーション WoU」キリトウィークSP（ABEMA）
- 17 COVER LIVE（17 LIVE+）
- MusicConnection（17LIVE+）
- 17Cooking Battle2（17LIVE+）
- EXILE SHOKICHI×CrazyBoy『KING & KING』リリース記念特別番組（17LIVE+）
- ラップスタア誕生（ABEMA）
- ENHYPEN CONNECT TO JAPAN−デビュー記念特番!−（ABEMA）
- 青の洞窟XmasオンラインLIVE（ABEMA）
- 窪塚洋介がXmasに生放送やっちゃいますSP!サビシンボ ナイト★2020（2020年、ABEMA）
- LAST E-girls〜ありがとう、新たな道へ。〜（2020年、ABEMA）
- 般若 緊急生LIVE（2020年、ABEMA）
- 高校生最強ラッパー決定戦!ハイスクールダンジョン【モンスタートーナメント】（2020年、ABEMA）
- ハイスクールダンジョン 1st season（2021年、ABEMA）
- ACTORS☆LEAGUE 2021 開幕速報SP（2021年、ABEMA）
- 劇場版 SAO -プログレッシブ- 星なき夜のアリア 公開決定記念特番（2021年、ABEMA）
- ACTORS☆LEAGUE 2021（2021年、ABEMA）
- ACTORS☆LEAGUE 2021 〜東京ドームで野球しちゃったよSP〜（2021年、ABEMA）
- 29.4 ~ワタシの選択~ with anan（2021年、ABEMA）
- カップヌードルの金曜TheNIGHT（2021年、ABEMA）
- Real Folder（2021年、Paravi）
  - ＃002「俳優 黒羽麻璃央」
- 劇場版 SAO -プログレッシブ- 星なき夜のアリア 攻略前夜祭（2021年、ABEMA）
- 「SAO –エクスクロニクル– Online Edition」開催記念特番！（2021年、ABEMA）
- SKATEBOARD BATTLE  TRICKS（2021年、ABEMA）
- ありがとうSTUDIO COAST フリースタイルモンスター（2022年、ABEMA）
- 「復活!ドラゴン堀江」緊急生放送!東大合格発表SP（2022年、ABEMA）
- アクターズリーグ☆パーティ 〜つい言っちゃいました!初出し情報公開SP〜（2022年、ABEMA）
- レモンサワーで日本を元気に!（2021年4月13日～、ABEMA）
- 29.4 -ワタシの本音- with anan（2022年、ABEMA）
- Music 水曜TheNIGHT（2020年5月13日～、ABEMA）
- アクターズリーグ☆パーティー〜僕たちはゲームが好きだ!ゲームも僕たちが好きだ〜（2022年、ABEMA）
- アクターズリーグ☆パーティー 後夜祭〜幕張メッセでゲーム大会しちゃったよSP〜（2022年、ABEMA）
- Plastic Love?〜整形してても好きですか?〜（2022年、YouTube）
- アクターズリーグ★パーティー ~だから野球が好きなんだ! 新メンバー大解剖SP~（2022年、ABEMA）
- むちゃぶりクッキング～レモンサワー×スタミナ料理決定戦～（2022年、ABEMA）
- アクターズリーグ★パーティー ～俺らのチーム最高かよ! 熱きスタメン大会議SP～（2022年、ABEMA）
- アクターズリーグ☆パーティー 後夜祭 〜今年も東京ドームで野球しちゃったよSP〜（2022年、ABEMA）
- 29.4 -ワタシの本心- with anan（2022年、ABEMA）
- BLOCK DINER（2022年、Zaiko TV）
- アクターズリーグ☆パーティー 後夜祭 〜東京体育館でバスケしちゃったよSP〜（2022年、ABEMA）
- 7ORDERのSU・PONPON（2022年、ABEMA）
- FIFAワールドカップABEMA応援スタジオ（2022年、ABEMA）
- 梅田サイファーの水曜TheNIGHT（2022年、ABEMA）
- ラップスタア誕生2023（2023年、ABEMA）
- RAPSTAR 2024（2024年、ABEMA）

#### 舞台
- 美女と魔物のバッティングセンター（2014年3月25日 - 3月30日、恵比寿・エコー劇場）
- 朗読劇 私の頭の中の消しゴム 6th letter（2014年5月31日 - 6月8日、天王洲 銀河劇場）
- SONG OF SOULS-慶長幻魔戦記-（2014年11月7日 - 16日、KAAT 神奈川芸術劇場 ホール、2014年11月23日 - 24日、梅田芸術劇場 シアター・ドラマシティ）
- ダキニ城の虜（2014年12月16日 - 22日、恵比寿・エコー劇場）
- MEN ON STYLE 2014（2014年12月24 - 25日、AiiA Theater Tokyo、2014年12月30日、NHK大阪ホール）
- 惡（2015年1月28日 - 2月8日、紀伊国屋ホール）
- 最後のサムライ（2015年3月4日 - 3月15日、天王洲 銀河劇場）
- 朗読劇 私の頭の中の消しゴム 7th letter（2015年4月28日 - 5月6日、天王洲 銀河劇場）
- 朗読劇 しっぽのなかまたち4（2015年8月15日 - 8月23日、全労済ホール／スペース・ゼロ）
- MEN ON STYLE SUPER LIVE 2015（2015年12月25日 - 26日、堂島リバーフォーラム、2015年12月29日 - 30日、豊洲PIT）
- 私のホストちゃん THE FINAL 〜激突！名古屋栄編〜（2016年1月29日 - 2月14日 全19公演、天王洲 銀河劇場（東京）、2016年2月20日 全2公演、ももちパレス　大ホール（福岡）、2016年2月27・28日 全3公演、森ノ宮ピロティホール（大阪）、2016年3月1・2日 全3公演、名古屋市芸術創造センター（名古屋））
- 朗読劇 私の頭の中の消しゴム 8th letter（2016年4月27日 - 5月8日、天王洲 銀河劇場）
- ポセイドンの牙（2016年6月1日 - 6月5日、紀伊國屋ホール）
- 昆虫戦士コンチュウジャー（2016年6月8日 - 6月12日、紀伊國屋ホール）
- 若様組まいる（2016年8月7日 - 14日、天王洲 銀河劇場）
- クロノステージ vol.03 鏡の中のAuftakt（2016年11月30日 - 12月4日、天王洲 銀河劇場）
- MEN ON STYLE SUPER LIVE 2016〜5th Anniversary〜（2016年12月27日 - 28日、TOKYO DOME CITY HALL）
- 舞台 私のホストちゃん REBORN(2017年1月11日 - 22日、サンシャイン劇場 (東京)、2017年1月28日 - 29日、森ノ宮ピロティホール (大阪)、2017年2月1日 - 2日、東海市芸術劇場大ホール(名古屋)）
- 昆虫戦士コンチュウジャー 〜ただの再演じゃ終わらない、そうだろみんな！？〜（2017年5月10日 - 5月18日、あうるすぽっと）
- 昆虫戦士コンチュウジャー2〜激突！恐怖の戦士、ネオコンチュウジャー！〜（2017年8月12日 - 8月20日、全労済ホール／スペース・ゼロ）
- ポセイドンの牙 Version蛤（2017年2017年10月13日 - 10月21日、紀伊國屋ホール）
- ONLY SILVER FISH（2018年1月6日 - 1月17日、紀伊國屋ホール）
- 若様組まいる～アイスクリン強し～（2018年4月27日 - 5月6日、サンシャイン劇場）
- 若様組まいる～若様とロマン～（2018年10月6日 - 21日、三越劇場）
- ジーザス・クライスト・レディオスター（2018年12月12日 - 24日、紀伊國屋ホール）
- +GOLD FISH（2019年5月10日 - 19日、紀伊國屋ホール）
- 朗読劇「いつもポケットにショパン」（2019年6月11日 - 16日、新国立劇場 小劇場）
- HERO～2019夏～（2019年7月31日 - 8月4日、ヒューリックホール東京）
- 上にいきたくないデパート（2019年8月21日 - 29日、三越劇場）
- 魔法使いの嫁（2019年10月5日 - 14日、あうるすぽっと）
- 銀河鉄道の父（2020年10月15日 - 22日、新国立劇場小劇場）
- 魔法使いの嫁 老いた竜と猫の国（2020年10月17日 - 25日、紀伊國屋ホール、2020年11月7日 - 8日、サンケイホールブリーゼ）
- タンブリング（2021年6月11日 - 6月13日、COOL JAPAN PARK OSAKA WWホール、2021年6月17日 - 24日、TBS赤坂ACTシアター）
- RUST RAIN FISH（2021年9月23日 - 10月3日、紀伊國屋サザンシアター、2021年10月15日 - 17日、COOL JAPAN OSAKA TTホール）
- 朗読劇「リクエストをよろしく」（2021年12月3日 - 5日、シアター1010）
- 朗読劇「いつもポケットにショパン」～2nd Lesson～（2022年1月13日 - 23日、紀伊國屋ホール）
- GARNET OPERA（2022年1月21日 - 30日、EXシアター）
- 浪花節シェイクスピア「富美男と夕莉子」（2022年5月4日 - 17日、紀伊國屋ホール、2022年5月29日 - 30日、梅田芸術劇場シアター・ドラマシティ）
- プロパガンダゲーム（2022年8月11日 - 28日、サンモールスタジオ）
- 家政夫のミタゾノ THE STAGE～お寺座の怪人～（2022年11月17日 - 11月27日、EXシアター六本木、2022年12月3日 - 12月4日、森ノ宮ピロティホール）
- 朗読劇「武士とジェントルマン」（2023年2月1日 - 2月5日、サンシャイン劇場）

- 七人のおたく cult seven THE STAGE（2023年3月4日 - 12日、紀伊国屋サザンシアターTAKASHIMAYA / 2023年3月18・19日、サンケイホールブリーゼ）
- いいね！光源氏くん（2023年8月12日 - 19日、三越劇場）
- 銀河鉄道の父（2023年9月9日 - 16日、自由劇場）
- ETERNAL GHOST FISH-永恒机关魚- （2023年10月13日 - 22日、紀伊国屋ホール）
- 笑わせんな(2024年2月8日 - 18日、下北沢　本多劇場)

- ト音(2024年6月13日 - 18日、紀伊國屋ホール)
- しばしとてこそ（2025年2月21日 - 3月2日、新国立劇場 小劇場）
- 年下彼氏〜君のとなりで〜（2025年2月22日 - 3月9日、森ノ宮ピロティホール （大阪）、2025年3月15日 ・ 16日、キャナルシティ劇場 （福岡）、2025年3月22日 - 4月6日、東京グローブ座（東京)）
- 家政夫のミタゾノ THE STAGE レ・ミゼラ風呂（2025年5月16日 - 6月8日、EXシアター六本木（東京）、2025年6月13日 - 17日、森ノ宮ピロティホール（大阪）、2025年6月21日・22日、七尾市文化ホール（石川）、2025年6月28日・29日、東海市芸術劇場 大ホール（愛知）、2025年7月5日・6日、上野学園ホール（広島）、2025年7月12日・13日、名取市文化会館 大ホール（宮城））

#### 広告
- FunRun小町（2016年、FRESH!）
- オリエンタルバイオ（2016年）
- ざわちんが教える好印象のための就活メイク!（2017年、リクナビ2018会員専用サイト）
- ソフトバンクニュース特別動画企画「Pepperは見た」（2018年）

## マネジメント事業
BLUE LABEL（ブルーレーベル）にて、所属俳優、アーティスト、クリエイターのマネジメント業務を行っている。
2016年7月1日の立ち上げにあわせて、ドリームプラスより7名の俳優・クリエイターが移籍した。

### 所属

#### 俳優
- 庄野﨑謙
- 磯村勇斗
- 山口大地
- 西丸優子
- 小槙まこ
- 咲妃みゆ
- 市川紗椰
- 大東駿介
- 板倉武志
- 小野寺ずる
- 前原瑞樹
- 三河悠冴
- 野澤剣人
- 鈴木アメリ
- 奥村佳代
- 米良まさひろ
- フェルナンデス直行
- 中山雄斗
- 川久保晴
- 福井夏
- 斎藤さらら
- 花田優里音
- 吉田伶香
- 菊地姫奈
- 大川航
- 芳村宗治郎
- 片山幸人
- 山田健人
- 布施勇弥

#### クリエイター
- 池亀三太
- 伊藤靖朗（地下空港）
- 内田裕基
- 岸本鮎佳（艶∞ポリス）
- 近藤啓介
- 酒井麻衣
- 能塚裕喜
- モラル
- 西田大輔（DisGOONie／業務提携）
- 村上大樹（拙者ムニエル／業務提携）
- ガクカワサキ（演劇ユニット「無情報」／業務提携）
- 木下瑠音（元仙台放送アナウンサー／業務提携）